# 宝くじの日
宝くじの日（たからくじのひ）は、日本で1967年に第一勧業銀行（現みずほ銀行）が制定した記念日。毎年9月2日。
当せんしても引き換えられず時効となってしまう宝くじが多いことから、1967年に時効防止のPRのために「く(9)じ(2)」の語呂合わせで制定された。
前年9月から当年8月までに抽せんされた外れくじ（数字選択式や一部のイベントくじは除く）を対象とした「宝くじの日記念お楽しみ抽せん」が行われている。(対象となるくじの期間は2010年までは前年8月～当年7月抽せん分であったが、2011年は前年8月～当年8月となり、2012年より上記期間抽せん分が対象となった)
2010年まではこの日に「宝くじの日記念ドリームスペシャル」と題して特別テレビ番組（日本テレビ制作。NNN系列30局とFNS・FNN系列の沖縄テレビにネット）が生放送された。その年のジャンボ宝くじのイメージキャラクターを務める芸能人が出演していた。

## 「宝くじの日」特番
1983年から日本テレビ放送網をキーステーションにNNN系列30局（クロスネット局の福井放送とテレビ大分、テレビ宮崎を含む）と沖縄テレビ放送（FNS・FNN系列）の全国31局ネットで「宝くじの日」特番を生放送。この中で、前年8月から1年間（7月末まで）に抽せんが行われた宝くじのはずれ券（一部を除く）を対象とした、｢お楽しみ抽せん」という敗者復活戦が行われ（通常下4桁を抽せん）当たると、家電製品をはじめとした複数の賞品から1点を選べる。
1999年からは宝くじのキャンペーンキャラクターである所ジョージが司会を務め、2006年はキャンペーンキャラクターが変わったのにあわせて、ユースケ・サンタマリアと井川遥に変わった。2007年はこの年からのジャンボ宝くじのキャラクターを務めている西田敏行（西田夢蔵名義）が務めた。2009年はナンバーズのキャラクターを務める峰竜太とグリーンジャンボのキャラクターである上島竜兵（小夢蔵名義）が務めた。2010年は西田、峰と関根麻里が務めた。
2011年からはテレビ放送は行われなくなったが、2015年はTBSテレビ『Nスタ』内にて放送された。